# Караташ (хребет)
Караташ (баш. Ҡараташ) — горный хребет на Южном Урале. Находится на территории Белорецкого района Башкортостана.
Хребет Караташ растянулся субмеридионально в междуречье Катаскина, Айгира (притоки р. М. Инзер) и Миньяка (приток р. Б. Инзер) в Белорецком районе РБ.
Длина хребта — 17 км, ширина — от 4 км до 6 км, высота — 919 м. Имеются 6 вершин с высотами от 600 до 900 м.
Состоит из кварцевов, полевошпатовых алевролитов, глинистых сланцев зигазино-комаровской свиты. Даёт начало рекам Катаскин, Айгир и Миньяк.
Ландшафты — сосново-берёзовые леса на горных светло-серых и дерново-подзолистых почвах.

## Топонимика
Караташ в переводе с башкирского означает — чёрный камень.